# Aeroportul Blackall
Aeroportul Blackall (IATA: BKQ, ICAO: YBCK) este un aeroport din Queensland, Australia ce deservește zona Blackall. A fost numit după zona deservită.
Situat la o altitudine de 282 m, aeroportul dispune de o singură pistă.